# Fazekasság

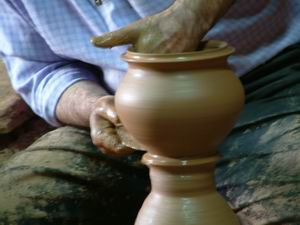
Edény korongozás (Kappadokia, Törökország)

A fazekasság égetett agyagból használati tárgyak, elsősorban edények előállításával foglalkozó ősi mesterség. A fazekasmestert tájnyelven olárosmesternek (román) vagy gelencsérnek (szláv), gerencsérnek, gölöncsérnek is nevezik. Az iparművészet egyik, talán a legősibb válfaja. A középső kőkorszak, a mezolitikum vége felé a mezőgazdaság kialakulásának kezdetével egyidejűleg jelenik meg a történelemben. A növénytermesztés és állattenyésztés már biztosít ételfelesleget, amelyet tárolni kell. A letelepült életforma pedig helyet ad a tároláshoz. Így szükségszerű volt a fazekasság létrejötte i. e. 8000 körül.
A fazekas (gerencsér, gölöncsér) mester keze alól kikerülő tálak, korsók, fazekak képlékeny állagú agyagból készülnek, amely a szárítást követő égetés során szilárd, időtálló anyaggá válik. Ebben az állapotában a cserép a folyadékot átengedi magán, ezért az edényeket legtöbb esetben mázzal vonják be. Az így kapott szilárd bevonat lehetővé teszi, hogy az edényben folyadékot is lehessen tárolni.
A fazekasságból fejlődött ki a kerámia, kerámia művészet. A kerámia készítő művészt egyszerűen keramikusnak vagy keramikusművésznek nevezzük.
A régészet egyes kultúrákat sok esetben az agyagedények és kerámiák formája és díszítése alapján említi. Például harangedényes kultúra, szalagdíszes kerámia kultúrája, zsinegdíszes kerámia kultúrája.

## A legelterjedtebb alakítási technikák

### Korongozás

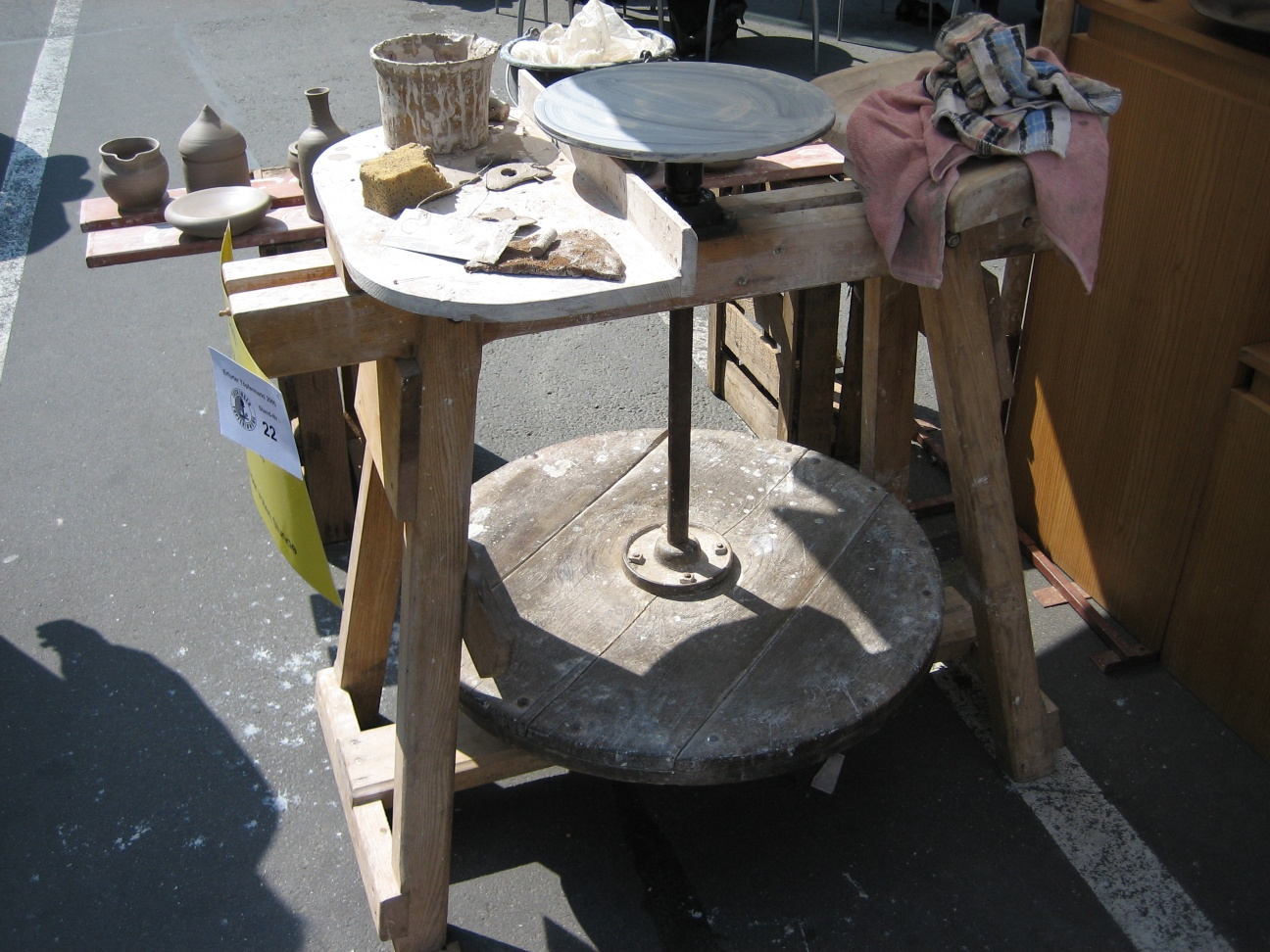
Hagyományos fazekaskorong Erfurt, Németország

A legismertebb hagyományos munka a korongozás. A különböző korokban és eltérő kultúrákban kialakult, egymáshoz nagyon hasonlatos eszközöknek az a közös vonása, hogy egy kerek lapot függőleges központi tengelyen, vízszintesen gyorsan forgatnak. Ezt a forgó mozgást sok esetben a függőleges tengely alsó végén lévő nagyobb fakorong lábbal való hajtásával érik el. A felső forgó lapra kerül a tisztított (szűrt) agyag, amelyet a szüntelen forgás közben vizesen formálnak. A fazekas nedves kézzel, illetve egy vizes bőrdarabbal alakítja a tészta keménységű agyagból formálódó edényt. Az így készült tárgy minden esetben „forgástest”, amelyet később már álló helyzetben alakítanak tovább. Például kancsó készítésénél a kiöntő részt és a fület utólag készítik el.

### Felrakás
Bármilyen alakú, nem csak forgástestet formáló edény vagy tárgy készülhet ezzel a technikával. A felrakást leggyakrabban a nagyméretű edények készítése során alkalmazzák. A korongozáshoz használt nedves agyagnál kissé szilárdabb alapanyagból hurkákat formálnak, ezeket körkörösen egymásra helyezve hozzák létre a kívánt alakot. A hurkákat összedolgozva – ez történhet kézzel, vagy kézben tartott szerszámmal is – homogén felületet hoznak létre.

### Préselés
Gipszből készült negatív formába préselik a nedves agyagot. A gipsz a nedvességet „kiszívja” az agyag felületéből, így az könnyen kivehető a formából. Az így kapott tárgyat még nedvesen végső formára alakítják.

## Díszítés

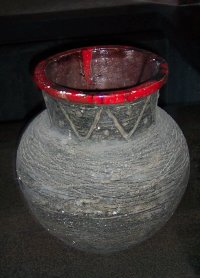
Ősi örmény urna felrakott edénytest, mintázott vésett díszítéssel

### Mechanikus

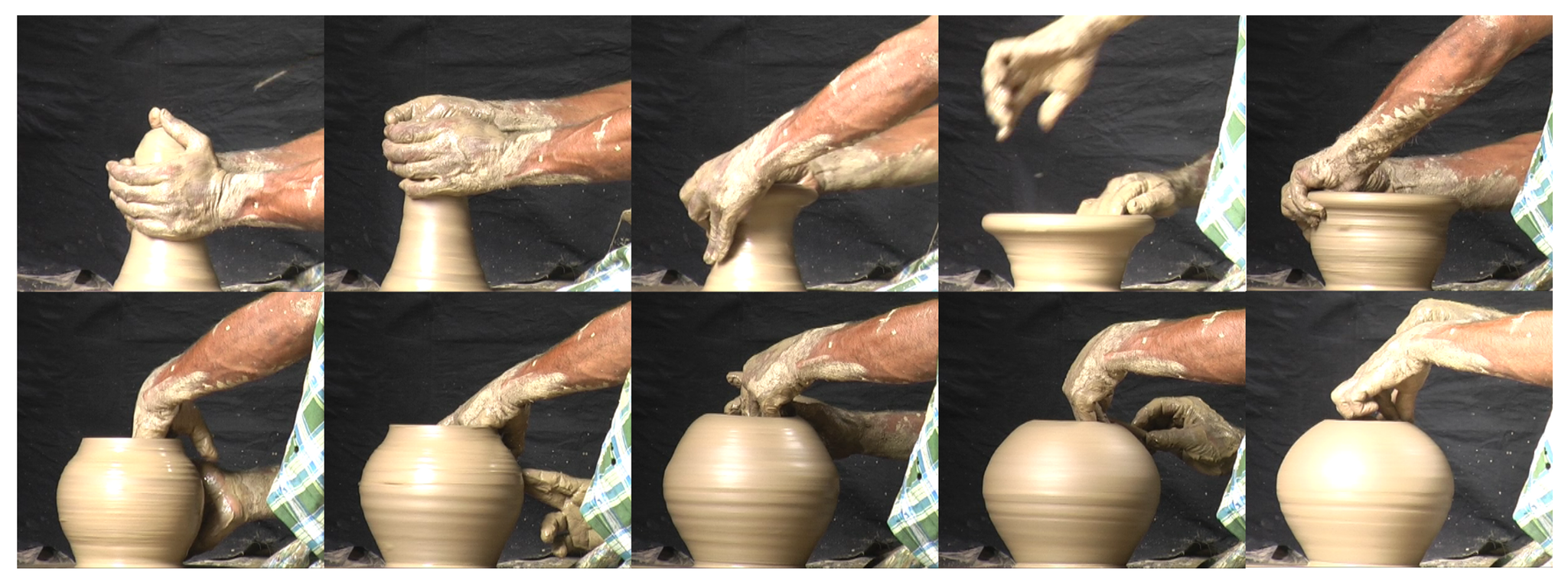

A legősibb díszítési eljárás, amit már az őskorból fennmaradt cserépedényeken is megtalálhatunk, a karcolt, vésett motívumok megjelenése. Ezeket a még nedves anyagú edény falába karcolták, akár egy kis fa ág segítségével. Az edény szárítása után is van lehetőség mechanikus díszítésre. Az úgynevezett kavicsolás esetében a még nyers, de már száradt edényt folyami kavics sima felületével megdörzsölve a nyers cserépen sima felület jön létre. Ez az égetés után fényessé válik, ami elüt a környezet homogén matt felületétől. Ezt az eljárást alkalmazzák a fekete kerámiák esetében is.

### Színezett
Az edényeket egyszínű alapmázzal látják el, amelyet égetéssel szilárdítanak meg. Erre az alapra készülhet több színnel a „festett” díszítés. Az írókával felvitt színes minta készülhet a nyers edényre, vagy a nyers alapmázra, de akár égetett mázas alapra is.

## Égetés

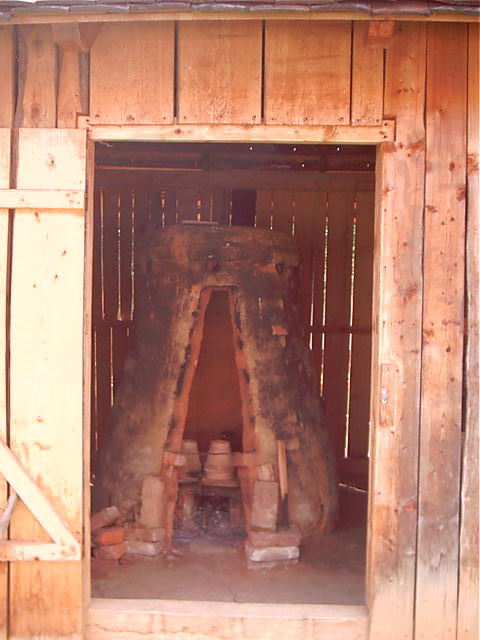
Fatüzelésű kemence, Őrség

Az edényeket, egyéb használati tárgyakat kiszárítják, majd kiégetik. Az égetés mindig az adott anyagnak megfelelő hőfokon történik. A legfontosabb feltétel, hogy az égetési hőmérsékletet nagyon lassan érje el a kemence. Nem ritka, hogy ehhez 6-8 órát is várni kell. A lehűlésnek is minél hosszabb időt kell hagyni, hogy a kiégetett tárgyak feszültségmentesek legyenek. A kemencébe helyezett tárgyak a kemencével együtt hűlnek a környezeti hőmérsékletre. Nem ritka, hogy az égetés folyamata több napot is igénybe vesz. Vannak egész magas hőmérsékletet igénylő kerámia anyagok, amik már átvezetnek a porcelánkészítés területére. Maga a porcelán is egy speciális szilikátalapú anyag, ami magas égetési hőmérsékleten kapja meg végső formáját.

## Redukciós technika
Az égetés történhet földbe vájt „gödörben”, ahol a nyers edények, tárgyak egymásra kerülnek és a tűz táplálásához szükséges faanyagot is közé helyezik. Az így készített ideiglenes kemencében, azt felülről lefedve, lassú tűzön óvatosan áthevítik, kiégetik a tárgyakat. Az így kapott cserép felülete az oxigénhiányos körülmények miatt kismértékben elszíneződik, ami által szép felületi színek jelennek meg rajta. A fekete edények égetése is hasonló alapelven történik. Ott a cseréppel közvetlenül érintkező égéstermékek vonják el az oxigént a cserép vasoxid tartalmából (redukálják), amitől megfeketedik a tárgy.
Ilyen például a rakutechnika ez tulajdonképpen redukciós, oxigénhiányos égetési eljárás, amely során a magas égetési hőmérséklet alatt az égéstermékek a kerámiatárgyak anyagától vonják el az oxigént (redukálják), ami hatására a cserép vörös színét adó háromértékű vasoxid (Fe2O3) kétértékű fekete színű vasoxiddá (FeO2) redukálódik, megváltoztatva a tárgy színét. Az edényeket borító mázakban a redukciós eljárás szintén különleges színhatásokat, fémes kiválásokat okoz.

### Fatüzelésű kemence
A hagyományos fazekasműhelyben fatüzelésű kemencében égetik ki az edényeket. A kemencét olyan módon építik meg, hogy az többször is használható legyen, és a tüzelőanyag égéstermékeitől ne színeződhessen el az edény.

### Elektromos kemence
A különböző elektromos kemencékben a fent leírt eljárást korszerű eszközökkel és anyagokkal, de lényegét tekintve azonos eljárásnak vetik alá a nyers edényeket.

### Gázkemence
A különböző gázüzemű kemencékben a fent leírt eljárást korszerű eszközökkel és anyagokkal, de lényegét tekintve azonos eljárásnak vetik alá a nyers edényeket.

### Rakukemence
A rakukerámia tárgyak égetéséhez általában - kerámiaszálas paplanból vagy szigetelő téglából készült - könnyű falazatú, többnyire gázégővel fűtött
kemencét használnak. Ez az eljárás általában 850-950 Celsius fok körüli hőmérsékletre hevítik a tárgyakat, majd hirtelen vasfogóval előkészített földágyba helyezik őket. A redukáló anyagokból képződő füst szénszemcséi behatolnak a máz repedéseibe és a massza pórusaiba. Kihasználva a korom dekoratív hatását „ősi”, a tűz és a föld kölcsönhatását, természetességét érzékeltető tárgyak készülnek. 

## Híresebb termékek

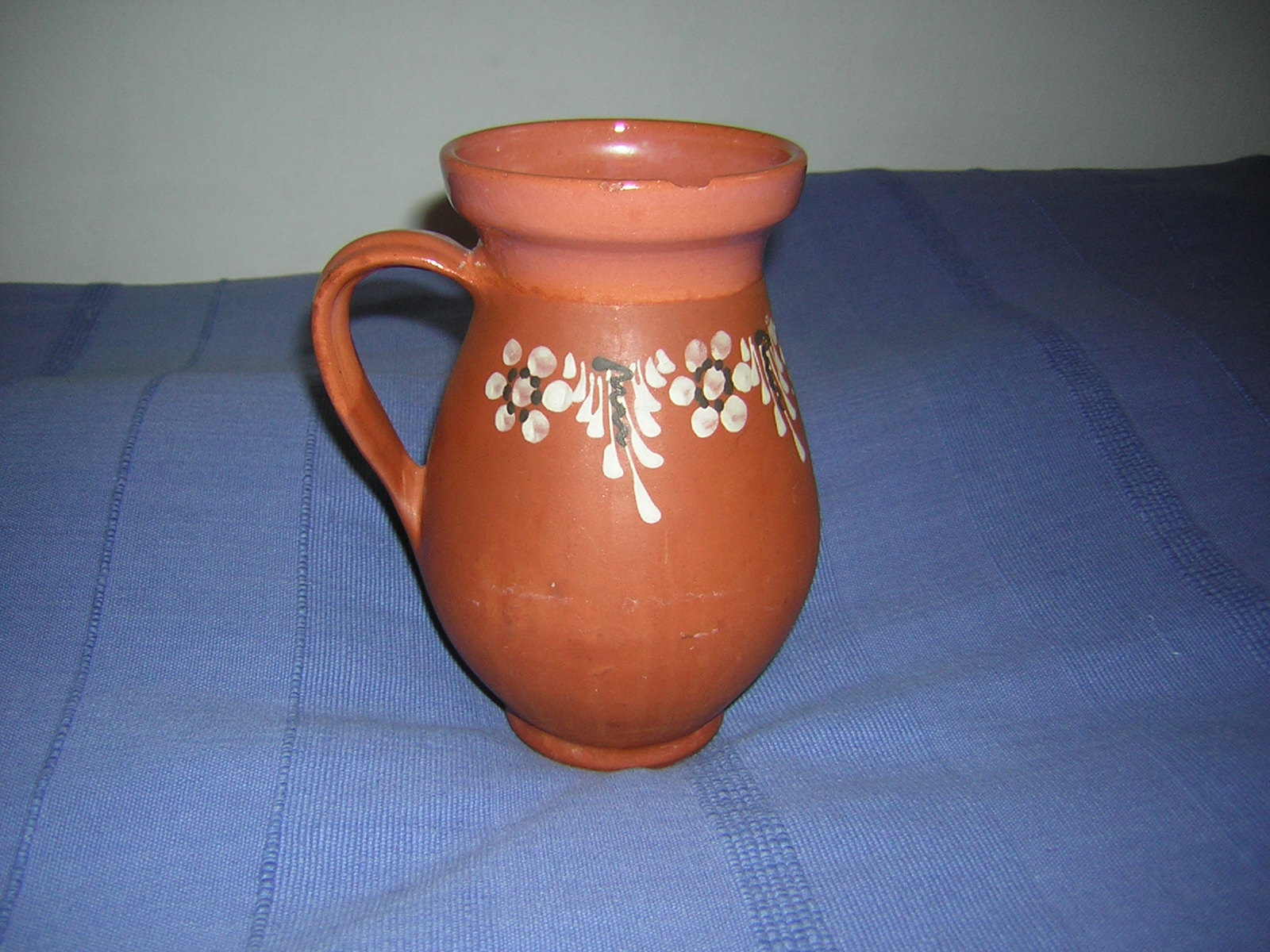
Tejesköcsög Mezőtúrról

### Folyadék tárolására készült edények

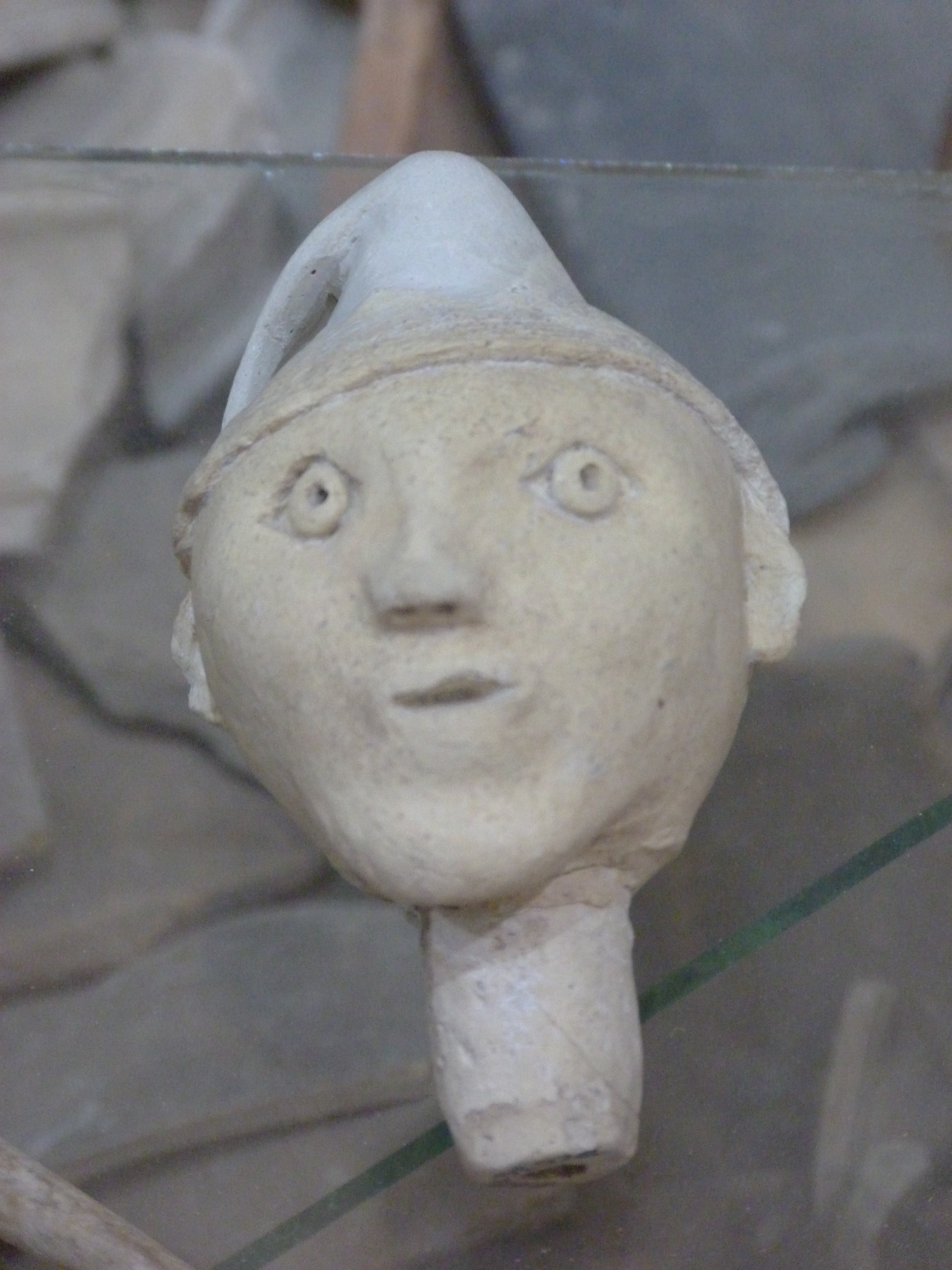
Agyagpalack dugó - 14. század, Diósgyőr vára

- Korsó: 5-10 literes mázatlan, víz hordására és tárolására készítették
- Bokály: egyfülű mázas agyagkancsó. Ebből kínálta a bort a gazda a vendégeinek
- Butella: pálinkát tartottak benne
- Ivóedény: a bögre volt

### Főzésre szolgáló cserépedények
A legrégebbi főzésre szolgáló cserépedény az agyagbogrács. Ebből fejlődött ki a fazék, ami 5-30 literes volt.
A cserépserpenyőben bő zsiradékban sült hús készült. Alakja hosszúkás tál, felhajló széllel (lábbal vagy anélkül készült).
Főzőedényként szolgált még a cseréplábas, aminek fogantyúit és lábait egybedolgozta a mester az edénnyel.
A fazekasok nagy találékonyságról téve bizonyságot nemcsak kézreálló, jól használható tetszetős darabok létrehozására törekedtek, hanem a praktikumra is.

### Cserépből készült játékok
- cserépsíp
- körtemuzsika

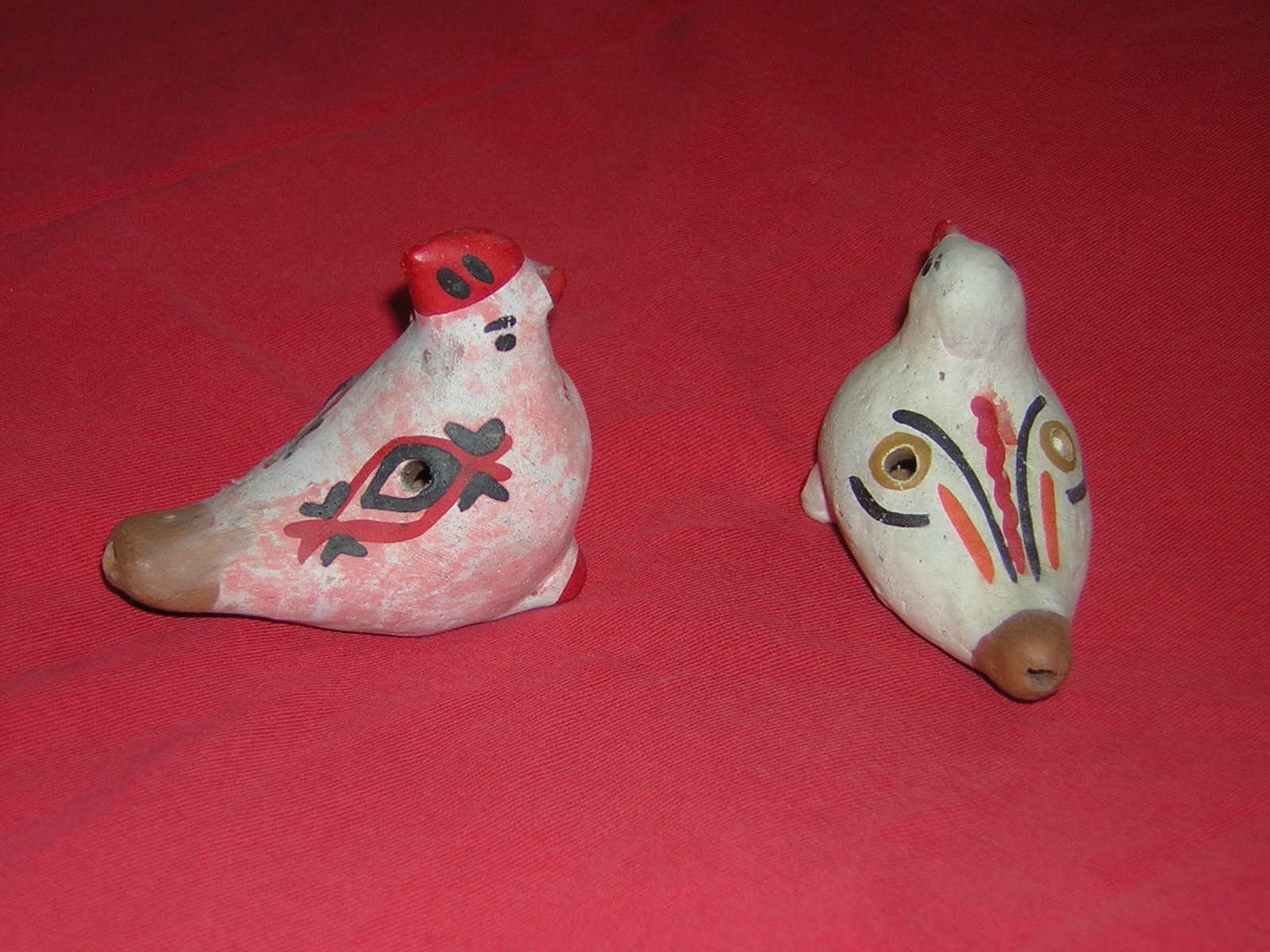
Cserépsípok

Tréfás kedvű mesteremberek szívesen készítettek csalikancsót, amit, ha nem ismer az ember, hamar a nyakába önti a vizet a szája helyett.
Majoros György is írt róla egy nagyon kedves történetet: A nádudvari csalikorsó legendája